# Chromis atripectoralis
Chromis atripectoralis là một loài cá biển thuộc chi Chromis trong họ Cá thia. Loài này được mô tả lần đầu tiên vào năm 1951.

## Từ nguyên
Từ định danh atripectoralis được ghép bởi hai âm tiết trong tiếng Latinh: atria (cách viết khác của ater, "đen sẫm") và pectoralis ("ở ngực"), hàm ý đề cập đến đốm đen ở gốc vây ngực của loài cá này.

## Phạm vi phân bố và môi trường sống
C. atripectoralis có phạm vi phân bố rộng rãi ở khu vực Ấn Độ Dương - Thái Bình Dương. Từ Madagascar, Seychelles và quần đảo Mascarene, C. atripectoralis được phân bố trải dài về phía đông, băng qua Maldives, khu vực Đông Nam Á và hầu hết các đảo quốc thuộc Châu Đại Dương (trừ quần đảo Hawaii, quần đảo Marquises và quần đảo Pitcairn) đến quần đảo Gambier và Tuamotu; ngược lên phía bắc đến quần đảo Ryukyu (Nhật Bản), xa về phía nam đến bờ biển Tây Úc, rạn san hô Great Barrier, đảo Lord Howe (Úc) và Rapa Iti.
Ở Việt Nam, loài cá này được ghi nhận tại cù lao Chàm (Quảng Nam); bờ biển ngoài khơi các tỉnh Phú Yên, Ninh Thuận, và Bình Thuận; quần đảo An Thới (Kiên Giang); vịnh Nha Trang và quần đảo Trường Sa (Khánh Hòa).
C. atripectoralis sống trên sườn sốc của rạn san hô viền bờ và trong các đầm phá ở độ sâu đến ít nhất là 30 m. Loài này đặc biệt sống xung quanh và trên các cụm san hô nhánh của chi Acropora và Pocillopora, cá con có thể cư trú dưới tán của san hô dạng tấm (họ Fungiidae).

## Mô tả
C. atripectoralis có chiều dài cơ thể lớn nhất được ghi nhận là 12 cm. Loài này có màu xanh lục nhạt, xanh ngọc lam đến màu xanh lục lam. Đốm đen lớn trên gốc vây ngực của C. atripectoralis giúp phân biệt chúng với loài Chromis viridis. Cả hai là những loài chị em của nhau dựa vào kết quả phân tích vùng kiểm soát ty thể.
Số gai ở vây lưng: 12; Số tia vây ở vây lưng: 9–10; Số gai ở vây hậu môn: 2; Số tia vây ở vây hậu môn: 9–10; Số tia vây ở vây ngực: 18–20; Số gai ở vây bụng: 1; Số tia vây ở vây bụng: 5; Số vảy đường bên: 15–16; Số lược mang: 28–33.

## Sinh thái học
C. atripectoralis hợp thành từng đàn lớn trên các cụm san hô nhánh để tìm kiếm những loài động vật phù du làm thức ăn. Các cụm san hô cũng là nơi để C. atripectoralis giấu mình khi gặp nguy hiểm.
Qua thí nghiệm kiểm tra nhiệt độ nước tăng lên có ảnh hưởng như thế nào đối với phạm vi hiếu khí (khả năng tiêu thụ oxy) ở cá rạn san hô, phạm vi này của C. atripectoralis có biểu hiện giảm khi nhiệt độ nước tăng từ 29 đến 33 °C, tuy nhiên chúng vẫn có thể hô hấp với mức độ lớn hơn một nửa phạm vi hiếu khí trong điều kiện bình thường. Khả năng chịu nhiệt của C. atripectoralis và một số loài khác nói chung giúp chúng có thể tồn tại khi nhiệt độ đại dương tăng lên, tránh nguy cơ bị tuyệt chủng.
Cá bột của C. atripectoralis thay đổi hướng bơi của chúng nhiều hơn trong điều kiện thời tiết nhiều mây, nhưng có sự định hướng tốt trong điều kiện trời nắng. Điều này cho thấy rằng cá bột có thể dựa vào mặt trời để định hướng di chuyển của chúng. Vào ban đêm, cá bột C. atripectoralis có thể nghe được âm thanh phát ra từ rạn san hô và có thể phân biệt được giữa âm thanh sinh học và âm thanh không có ý nghĩa sinh học (âm thanh nhân tạo), tuy nhiên không có bằng chứng nào cho thấy chúng có thể xác định vị trí mà âm thanh phát ra.